# Kirnham
Kirnham ist ein Gemeindeteil der Stadt Dorfen im oberbayerischen Landkreis Erding.

## Lage
Der Weiler Kirnham liegt 2,5 Kilometer nordöstlich von Dorfen an der Quelle eines durch sechs Teiche fließenden namenlosen Zulaufs des Eibacher Bächleins.

## Geschichte

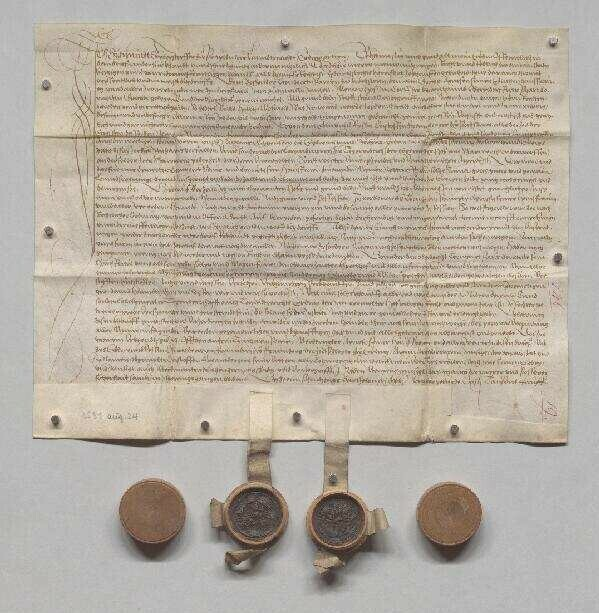
Sigmund Seibersdorfer zu Praytenlow verkaufte 1531 dem Leonhart Bauer zu Kirchstetten und seiner Ehefrau Agnes den Krötlhof zu Kirnham

Ende August 1531, am Donnerstag nach dem Bartholomäustag, verkaufte Sigmund Seibersdorfer zu Praytenlow, Landrichter zu Erding, dem Leonhart Bauer zu Kirchstetten und seiner Ehefrau Agnes den Krötlhof zu Kirnham in der Pfarrei Oberdorfen. Der Krötlhof war ein Lehen von Christoph von Fraunberg zu Poxau. Die Verkaufsurkunde wurde besiegelt von Oswald Fraunberger zu Fraunberg, Pfleger zu Erding, und Christoph Fraunberger und ist als Teil der Kloster-Seeon-Urkunden im Bayerischen Hauptstaatsarchiv erhalten.
Am Donnerstag nach Michaelis 1551 verkaufte Barbara, Witwe von Jörg Dachperger zu Kirnham, dem Jörg Held und seiner Ehefrau Marta ihre Gült vom Krötlhof zu Kirnham. Er war zu dieser Zeit ein Lehen des Heimeran von Fraunberg in der Riedau, Pfleger zu Ulmerfelden.
Jörg Hellt zu Kirnham, auch Hollmair genannt, und seine Ehefrau Martha verkauften den Krötlhof am 21. März 1572 dem Leonhard Baigl zu Katzbach und seiner Ehefrau Margarethe. Leonhard Baigl verkaufte ihn noch am gleichen Tag an Abt Wolfgang und den Konvent von Kloster Seeon.
Um 1687–1769 kam es zu einem Lehenstreit mit dem Kloster Seeon um den Kröndl- oder Krötlhof in Kirnham. Ein weiteres, namentlich benanntes Gut war das Manhartgut (6. Juni 1637).

## Bevölkerungsentwicklung
Um 1871 gab es in Kirnham 25 Einwohner. Im Mai 1987 lebten dort 21 Einwohner in sechs Wohngebäuden, von denen eines in zwei Wohnungen aufgeteilt war.
| Jahr      | 1871 | 1925 | 1950 | 1970 | 1987 |
| Einwohner | 27   | 30   | 25   | 19   | 16   |